# Éliane Montel
Éliane Montel, nascuda el 9 d'octubre de 1898 i morta el 1993, als 94 anys, fou una física i química francesa, col·laboradora i companya de Paul Langevin.

## Biografia

### Família
Éliane Montel-Langevin va néixer el 9 d'octubre de 1898 a Marsella. Va tenir un germà, Gilbert Montel, nascut el 1896 i mort al front el 1915. Va passar la seva infantesa entre Marsella i Montpeller.
De la seva vinculació amb Paul Langevin, va néixer el futur musicòleg Paul-Gilbert Langevin, el 5 de juliol de 1933, a Boulogne-Billancourt.

### Formació
Alumna de l'École normale supérieure de jeunes filles de Sèvres a la secció de ciències (promoció S1920),primer va obtenir el 1919 el seu certificat d'aptitud a l'ensenyament secundari per a noiesi després l'agregació per a joves en ciències el 1923.

### Carrera professional
Va entrar el 1926, segons les recomanacions del físic Paul Langevin, al laboratori Curie de l'Institut del Radi com a "ajudant voluntària", i l'any següent com a "treballadora lliure". · esprés va publicar l'article "Sobre la penetració del poloni en el plom" al Journal de physique.
Paral·lelament a la seva feina al laboratori, va fer de professora de física en una escola secundària els anys 1929-30. El 1930, Montel va obtenir una beca Rothschild per a 1930-1931 amb el suport de Marie Curie. Tot i això, Montel es va veure obligada a suspendre la seva investigació per tal tenir cura de la seva mare i no va poder acabar-la durant l'any escolar. En 1931–32, va treballar com a investigadora a l' ESPCI, al laboratori de Paul Langevin.
Per al curs escolar 1931-1932, va obtenir una plaça d'investigadora associada a l'École supérieure de physique et de chimie industrielles de la ville de Paris, al laboratori de Paul Langevin. Éliane Montel va romandre amb aquest últim fins a la seva mort el 1946, i el va visitar regularment en el seu confinament a Troyes durant la guerra.
Quan treballava al laboratori al Frédéric Joliot al Collège de France, va fer d'intermediària científica, política i d'amistat entre Paul Langevin i el seu antic alumne Frédéric Joliot
Després de la mort de Langevin el 1946, va continuar la recerca de Langevin al mateix laboratori sota la direcció de René Lucas i va treballar en mesures de mobilitat d'ions gasosos. Va publicar l'últim treball de Langevin, que es va realitzar durant la Segona Guerra Mundial quan estava en arrest domiciliari: «El dispositiu hauria de poder arribar a estudiar la naturalesa dels ions i seguir-ne llur formació i evolució, en donar-li l'espectre de la mobilitat».
En els anys següents, va ensenyar física i química en una escola secundària de Fontainebleau, prop de París, fins a la seva jubilació en la dècada del 1960.
El 1967, Montel va assistir al sopar d'antics investigadors del laboratori Curie pel centè aniversari de Marie Curie.
El 1972, va treballar en la commemoració del centenari del naixement de Langevin, publicant textos en la seva memòria en algunes publicacions periòdiques i redactant un text personal per a la revista Scientia, « Langevin et le rationalisme, le savant hors de la tour d'ivoire ». Va aportar material a un text anterior escrit a La technique moderne als anys trenta.. A més, va participar en la conferència organitzada per la revista La Pensée.
Als anys setanta i vuitanta, es va fer amiga de l'historiador Jean-Paul Rouxi va seguir els seus cursos a l'École du Louvrei es va interessar per diversos temes, incloent-hi la història de les religions, en particular l'islam i el judaisme, història de l'art, arqueologia, l'Extrem Orient, Egipte, Turquia i Grècia. Quan tenia noranta anys, va visitar països de l'est amb Roux, entre ells Síria.
Va morir a París el 1992. Està enterrada al cementiri de Montparnasse.

## Publicacions
- «Sur la pénétration du polonium dans le plomb» (en francès). Journal de physique et du radium, volum 10, num. 2, 2-1929, pàg. 78-80.
- « Paul Langevin, les grands maîtres de la science », a la revista La technique moderne, t. 27, 1935
- «Sur la détermination des mobilités des ions gazeux» (en francès). Comptes rendus hebdomadaires des séances de l'Académie des sciences. Bachelier [París], 12-04-1939.
- « Sur la mobilité et la diffusion des ions », a Comptes rendus des séances de l'Académie des sciences,[16] 1939
- «Sur une nouvelle méthode de mesure des mobilités d'ions dans les gaz» (en francès). Comptes rendus hebdomadaires des séances de l'Académie des sciences. Bachelier [París], 06-03-1944, pàg. 391-393. Arxivat de l'original el 2014-09-09 [Consulta: 7 febrer 2020].
- « Action des rayons β de 204Tl et de 90Sr sur les films photographiques ordinaires, a Comptes-rendus hebdomadaires des séances de l'Académie des Sciences 1946, p. 800, en col·laboració amb Ouang Te Tchao,[17] presentat per Jean Cabannes en línia
- « Sur l'analyseur de Paul Langevin pour l'étude des mobilités des ions gazeux », en col·laboració amb Ouang Te Tchao, presentat per Frédéric Joliot,[17] Journal de physique et du radium, t.10, 1949, en línia
- « Sur un électromètre monofilaire de grande sensibilité », en col·laboració amb Ouang Te Tchao i P. Pannetier,[17] Journal de physique et du radium, t.14, 1953
- « Sur la mobilité des ions dans l'air », amb Ouang Te Tchao,[17] Journal de physique et du radium, t.15, 1954
- Hommage à Paul Langevin, amb René Lucas, 1972
- « Langevin et le rationalisme, le savant hors de la tour d'ivoire », a Scientia, 1973
- Notes d'Eliane Montel des cours de Jean-Paul Roux à l'École du Louvre, 1980-1981[17]